# José Feliciano
José Monserrate Feliciano García (Lares, Puerto Rico, 10 de septiembre de 1945), conocido artísticamente como José Feliciano, es un cantautor y músico puertorriqueñoestadounidense. Está considerado como un virtuoso ejecutante de la guitarra española, y con su voz ha interpretado y publicado más de 600 canciones. Sus ventas de discos se estiman en 50 millones de copias.
Si en el mercado hispano sus mayores éxitos proceden del bolero y las baladas, Feliciano es más reconocido en el mundo por sus influencias y ejecuciones en el ámbito del soul, el jazz, el rock y los ritmos latinos. Posee infinidad de canciones conocidas, pero hay tres que marcaron su trayectoria musical: «Light my fire», que le abrió las puertas de la popularidad con la canción y el LP que la incluyó que fue éxito sonado en muchos países del mundo como Estados Unidos, Canadá, Brasil, Australia y el Reino Unido entre otros; «Che sarà», cantada en el Festival de San Remo, que fue éxito en Europa, Asia y América; y «Feliz Navidad», una canción de su autoría considerada una de las más escuchadas durante la época navideña en el mundo entero.
Como compositor tiene más de cien canciones registradas, entre las que pueden mencionarse: «No hay sombra que me cubra», «Ay, cariño», «Paso la vida pensando», «Me has echado al olvido», «Destiny», «Come Down Jesus», «Angela», «Rain», «Chico & The Man», «Hard Times In El Barrio» y los instrumentales: «Pegao» y «Affirmation». Fue uno de los primeros artistas en incluir duetos dentro de sus discos, entre los que destacan: «Samba pa' ti» con Santana (1982), «Para decir adiós» con Ann Kelly (1982), «Eterno amor» con Ann Kelly (1983), «Abrázame» con Becky López Porter (1984), «Por ella» con José José (1985), «Un amor así» con Lani Hall (1985), «Qué pena nos da por él» con Angélica María (1986), «No hay mal que por bien no venga» con Pandora (1987), «Tengo que decirte algo» con Gloria Estefan (2000) y «Su hija me gusta» con Farruko (2010).

## Primeros años
Feliciano nació con ceguera como consecuencia de un glaucoma congénito. De origen humilde, es uno de once hermanos. A la edad de cinco años emigró con su familia a la ciudad de Nueva York. Desde muy niño se sintió atraído por la música y experimentó la percusión tocando el fondo de una lata de galletas para acompañar a su tío con el cuatro. A los seis años ya tocaba la concertina y luego el acordeón, presentándose en su escuela y en el teatro "Puerto Rico" del Bronx sin haber cumplido los diez años.
Su padre le regaló una guitarra envuelta en una bolsa de papel marrón y, a partir de ahí, comenzó un proceso de autoaprendizaje que le llevó a ensayar en su cuarto hasta 14 horas al día para intentar repetir los registros de los guitarristas clásicos de rock y jazz de los años 50. Posteriormente cursó estudios formales de guitarra con Harold Morris. Entre sus influencias tempranas están Wes Montgomery, Andrés Segovia y Ray Charles en la parte vocal.
Con 17 años su padre quedó desempleado y Feliciano decidió ayudar a su familia presentándose en pequeños clubes de Greenwich Village en los mismos espacios en que Bob Dylan y Joan Baez también lo hicieron, recibiendo como salario lo que en aquella época era costumbre: pasar el sombrero. Grabó su primer larga duración en 1964 cuando tenía 19 años. Desde entonces ha grabado más de 60 discos entre el mercado anglosajón y el de habla hispana.

## Trayectoria musical

### Años 1980

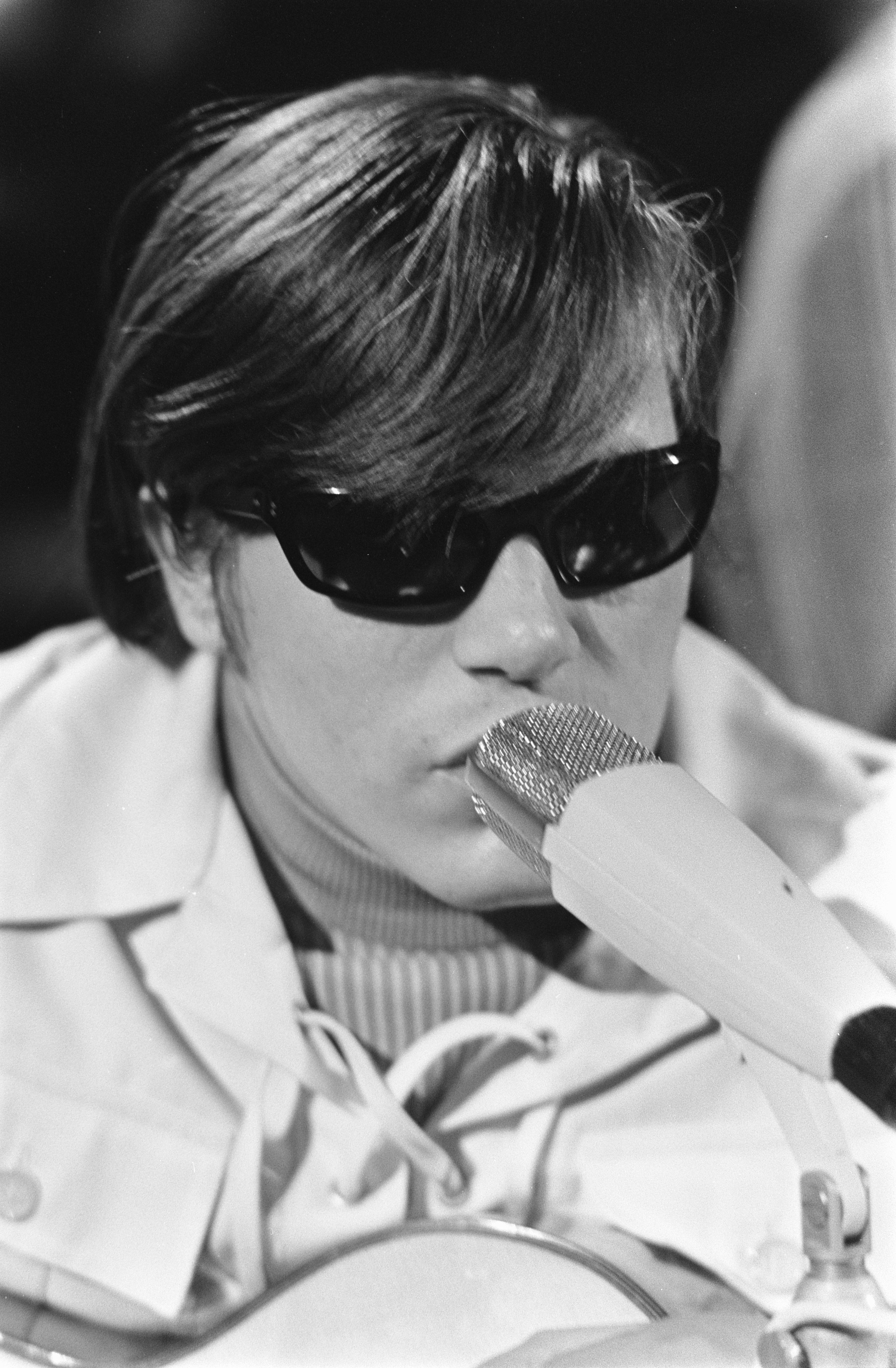
José Feliciano en 1970

Después de un retiro momentáneo de tres años, Feliciano regresó bajo el sello Motown convirtiéndose en el primer artista latino en ser firmado por una compañía discográfica que principalmente producía música soul. Es así que en 1981 lanza su disco homónimo José Feliciano producido por Berry Gordy Jr., director de Motown, álbum influenciado completamente por la música soul y funky, características del sello. Los temas más destacados fueron: "I Wanna Be Where You Are" y "Everybody Loves Me".
En 1982 dio paso al que sería el primer disco en español editado por Motown y que sería definitivo en la carrera de Feliciano, titulado Escenas de Amor, el cual le valdría una nominación a los Grammy como mejor álbum pop.
Este disco está diseñado para un público mayoritario ya que gran parte de sus temas son versiones al castellano de canciones exitosas en inglés, entre ellas: “Ahora sí quiero amar” (I Wanna Be Where You Are) cantada por Michael Jackson en su álbum del año 1972, “Todo el mundo te ama” (Everybody Loves Me) del propio José en su disco en inglés de 1981 y “Malas costumbres” (Evil ways) popularizada por Carlos Santana. Además, el cantante interpreta versiones cantadas de los temas “Samba pa ti” y “Concierto de Aranjuez”. Los temas más populares fueron: “Para decir adiós” (en dueto con Ann Kelley), una versión muy parecida a la realizada por Danny Rivera y Eydie Gormé en 1977, “No hay sombra que me cubra” y “La balada del pianista”, una triste historia sobre la decadencia y tristeza de un músico.
En 1983 Feliciano lanza 2 discos, el primero en inglés titulado Romance In The Night, producido por Rick Jarrard, el mismo que produjo Feliciano! en 1968; el segundo álbum en español se tituló Me enamoré, que le valió un Grammy al mejor álbum pop. En este álbum desarrolla un estilo donde predominan las baladas entre las que destaca “Eterno amor” cantado a dúo con Ann Kelley, un tema de la autoría de Lionel Richie popularizado por su compositor a dúo con Diana Ross. Los otros temas conocidos de este álbum fueron “Ay, amor” y “Paso la vida pensando” ambos compuestos por el propio Feliciano.
En 1983 Feliciano regresa con su antigua disquera RCA pero solo para grabar discos en idioma español. Es así que lanza Como tú quieres; donde el artista experimenta con mezcla de ritmos y estilos salsa, baladas y pop; destacando los temas: “Tema de Susana” y “Vamos a bailar” y el dueto con Becky López-Porter en el tema “Abrázame”.
En 1984 se presentó por primera vez en el Festival de Viña del Mar. 
En 1985 el sello RCA lanza "Ya soy tuyo", bajo la producción de Rudy Pérez donde apoyado en arreglos orquestales vuelve a apostar por las baladas. El dúo con el cantante José José en el tema “Por ella” lo vuelve a colocar en los primeros lugares de ventas. Hay un dueto con Lani Hall “Un amor así” que igualmente obtuvo cierta popularidad. El álbum cierra con un tema en ritmo de salsa que constituye una especie de Bonus ya que rompe con el estilo del disco. Se trata de Don Rodríguez una canción dedicada al cantante Tito Rodríguez, donde Feliciano asume los ritmos salseros con sobrada solvencia.
Un año después el mismo sello lanzó un álbum en denominado Te amaré (1986), que estuvo bajo la producción de Luis Gómez Escolar, donde incluye otro dueto, en esta ocasión con Angélica María en "Que pena nos da por él". 
En 1987 el sello EMI Music lanza al mercado Tu Inmenso Amor con lo que el artista completa una serie de seis discos publicados en años consecutivos. Los temas más relevantes fueron: “Tu inmenso amor” y un tema de su autoría “Cuando el amor se acaba”. Luego de este disco pasaran tres años hasta 1990 en que el cantante publicará otro disco en español.
Ese mismo año graba un disco con la orquesta sinfónica de Viena eligiendo un repertorio con temas de Sting, Peter Gabriel, Paul McCartney y Phil Collins entre otros, el cual obtuvo gran repercusión en Viena y algunas ciudades de Europa. El tema "The Sound of Vienna", grabado para el mercado europeo, alcanzó el número 1 durante cuatro semanas.
En 1989 realiza un álbum de estudio en inglés titulado I'm Never Gonna Change, un disco con acento pop que incluye baladas y música dance distribuido por EMI Music donde el cantante incluye además temas como “Cielito lindo” y “Puerto Rican Feeling” compuesto por él, que es de sus favoritos.

### Años 1990
Comenzando su presencia en su cuarta década de actividad Feliciano decide grabar en su estudio personal, un álbum con toques de Jazz e instrumental titulado Steppin' Out y que saldría a la luz en 1990. 
Para finales de 1989 Feliciano lanza Niña, en el cual dedica un tema a su hija recién nacida, con la que sale en la portada del disco. Este disco contiene uno de sus mayores éxitos "¿Por qué te tengo que olvidar?" y "No puedo estar sin ti". El álbum obtuvo buena receptividad tanto de crítica como a nivel de ventas.
Para 1992 el sello Capitol lanza al mercado el álbum Calle Latina (Latin Street) '92 que rompe los paradigmas de estilo de este artista, concentrándose en los ritmos típicamente latinos de salsa y vallenato y que causó asombro en sus fan de baladas y que por lo sorpresivo tampoco obtuvo la audiencia de los fanáticos de la salsa. Es un álbum dedicado a su alma latina; destilando optimismo y un cierto carácter autobiográfico e introspectivo. Está realizado por músicos norteamericanos e incorpora coros femeninos y se nota que su concepción no fue confiada a productores latinos habituales al mundo de la salsa. De hecho, el propio artista se encarga de la producción, los arreglos, el bajo, cuatro, guitarra y percusión. Aunque casi todos los temas son bailables resaltan por su novedad son: "Venga la esperanza" compuesta por Silvio Rodríguez, "Soy vallenato" y "Naioma (Más allá)". Las canciones que rompen con el estilo alegre son: "Madrigal" y “Canción de navidad” a dueto con Silvio Rodríguez que cierra el álbum.
Para el período de 1993 a 1995 Feliciano hace una segunda pausa de tres años donde no editaría ningún álbum pero se mantendría en constante gira, y editando discos de éxitos y recopilatorios entre los que destacó: "A tribute to The Beatles" donde se recogen los temas versionados por el artista en sus inicios de esta banda y And I love her (1996).
En 1996 regresa al mercado hispano con el disco Americano donde el tema más destacado fue «Oye guitarra mía» y un tema proveniente del flamenco español «Verde». Ese mismo año edita On Second Though, un álbum de éxitos que grabó en su estudio donde reinterpreta con nuevos arreglos, temas en español, inglés e instrumentales y en el cual abarca todos los géneros en los que ha incursionado. En este disco doble, Feliciano graba temas como La Bamba, Malagueña, Bamboleo y algunas versiones de temas de Rolling Stones y Elton John que no habían sido publicadas en discos anteriores.
En 1998 José Feliciano a través de Polygram lanza al mercado latino el disco Señor Bolero. Con este trabajo el artista regresa a sus raíces musicales grabando temas románticos pero con el sabor clásico de sus grabaciones de los años 1960; estilo al cual estuvo asociado durante mucho tiempo. Este álbum fue producido y arreglado por Rudy Pérez y su lanzamiento estuvo acompañado de una campaña publicitaria y de promoción donde se planeaba lanzar entre cuatro y seis sencillos. Los temas más destacados fueron: «Me has echado al olvido» y «Cuando te toque llorar», compuestas por el propio Pérez y letra de Roberto Livi. Señor Bolero compuesta por Feliciano fue otro de los temas inéditos promocionados, junto a «Que tristeza» de Armando Manzanero, «Somos» que había sido grabada por Raphael y un tema de corte rítmico «La última noche». El álbum fue un éxito rotundo en ventas alcanzando doble platino en Estados Unidos, Puerto Rico y Venezuela y Oro en México, Costa Rica y Argentina posicionándose en las carteleras de éxitos y de la radio de varios países.

### Años 2000 hasta el presente

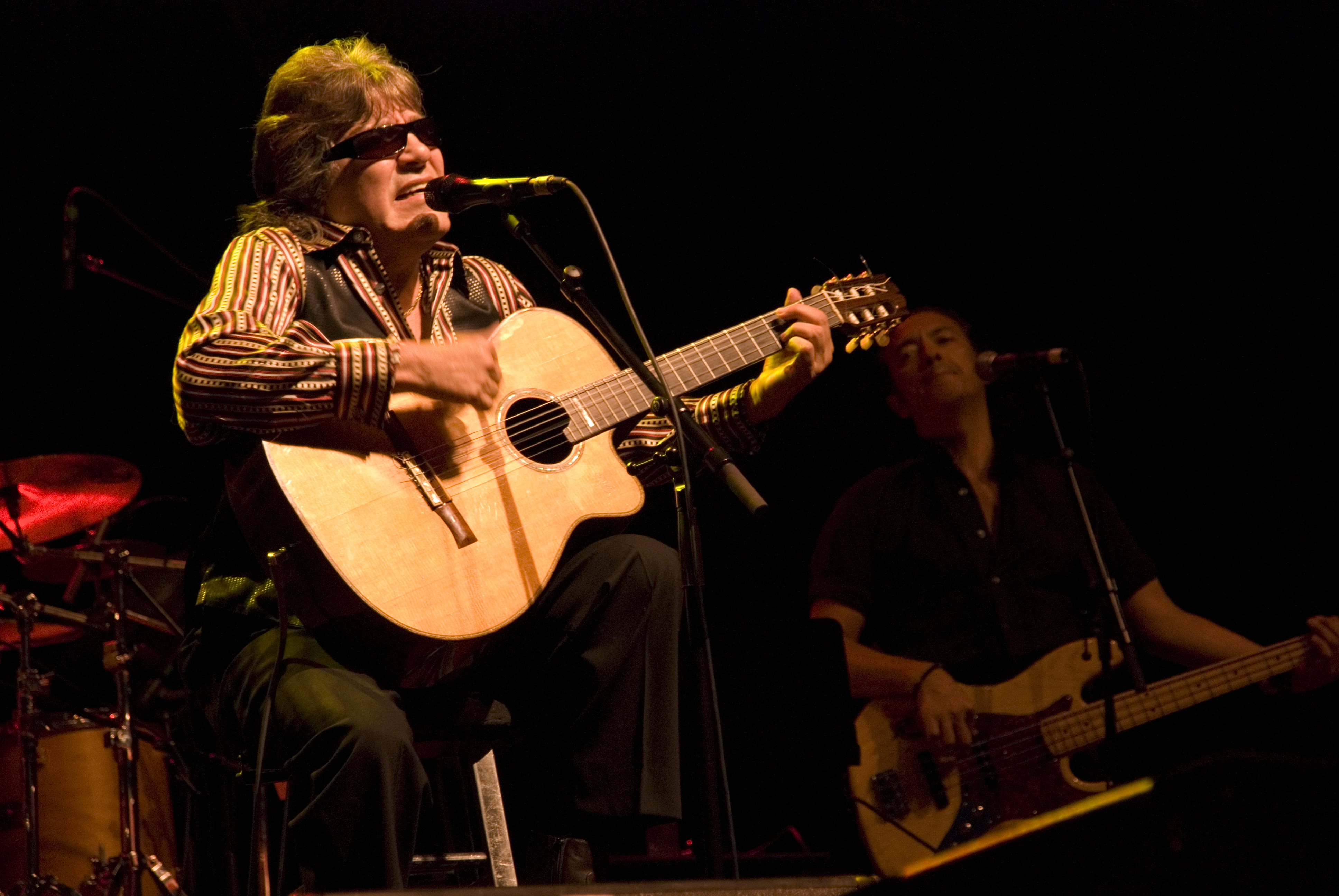
José Feliciano en concierto en 2007.

Feliciano interpretó la canción, "Behind the Mask", para la serie de televisión Reina de espadas en 2000, siendo los compositores del tema Proffer Spencer y Steve Plunkett. Aunque nunca se publicó, está en YouTube. Ese mismo año el Banco Popular de Puerto Rico rinde un homenaje especial al cantante produciendo un espectáculo que fue grabado en CD y DVD, publicados respectivamnete en 2000 y 2003. Artistas de la talla de Marc Anthony, Son by Four, Ismael Miranda, Gilberto Santa Rosa, Danny Rivera, Sin Bandera, Manny Manuel, Luis Enrique y Ednita Nazario, interpretaron canciones de Feliciano, tanto de las que es autor como otras que él popularizó.
El 6 de mayo de 2003 se edita Señor Bolero 2, con temas totalmente inéditos compuestos en su mayoría por la dupla de Rudy Pérez y Roberto Livi siendo los más promocionados: "Sentimiento" y "Lo que yo tuve contigo". El álbum cierra con tres canciones de la autoría de Feliciano, de las cuales: "Un ciego no vive en la oscuridad" destaca por su carácter folklórico y autobiográfico.
A México... con amor (2005) constituye un álbum diseñado por Universal Records para penetrar el mercado mexicano, donde Feliciano ejecuta un repertorio de once canciones clásicas mexicanas destacando seis temas de José Alfredo Jiménez. Feliciano abandona el estilo típico latino que lo caracteriza y la guitarra se adapta a la métrica tradicional del estilo charro. Los arreglos estuvieron a cargo de José Hernández y se ejecutaron respetando el estilo tradicional de mariachis. A pesar de ello el artista impone su creatividad interpretativa en varios temas imprimiendo al disco un toque contemporáneo.
El 5 de diciembre de 2006 Universal Records, lanza al mercado José Feliciano y amigos, donde se ejecutan duetos con otras estrellas latinoamericanos, incluyendo a Luis Fonsi, Lupillo Rivera, Luciano Pereyra, Rudy Pérez, Cristian Castro, Marc Anthony, Ramón Ayala, Alicia Villarreal, Ricardo Montaner, y Raúl di Blasio. Una edición especial fue lanzada más adelante, con Ana Gabriel y Gloria Estefan. Ese mismo año edita en forma independiente un álbum instrumental homenaje a la guitarra denominado Six-String Lady.
En 2007, Feliciano lanzó un álbum que supuso la ampliación de su espectro musical en un intento por mantenerse vigente entre las nuevas generaciones y los sonidos en boga, titulado Señor Bachata. Este trabajo obtuvo simultáneamente dos Premios Grammy en 2008 en la categoría "Mejor Álbum Tropical"; siendo uno de los pocos artistas que lo hace tanto en el mercado anglosajón como en el latino.
Ese mismo año graba y edita de forma independiente Soundtrax of My Life, el primer álbum en idioma inglés totalmente compuesto y escrito por él.
En 2008 edita un segundo disco de música mexicana donde se destacaron los dúos con Vicente Fernández en el tema "Las llaves de mi alma" y "Te solté la rienda" con Marisol y Vicky de Los Horóscopos de Durango. El álbum mezcla canciones rancheras, huapangos y boleros rancheros bajo la dirección del maestro Manuel Cázares Zamudio.
Ese mismo año es invitado por el compositor griego Yanni, para formar parte del Disco Yanni Voces, interpretando la canción "No ha dejado de llover".
En 2009, lanzó dos álbumes nuevos en idioma inglés para descarga digital, solo están disponibles en sus sitios web personales. Uno de ellos fue dedicado a los clásicos americanos, incluyendo canciones popularizadas por Frank Sinatra, y el otro era un álbum instrumental en homenaje al legendario guitarrista de jazz Django Reinhardt que inspiró a Feliciano, y cuenta con la canción "Djangoisms" de su propia inspiración.
En el año de 2010 aparece en la producción El Talento Del Bloque del cantante puertorriqueño Farruko en la canción "Su hija me gusta".
El 9 de noviembre de 2011, Feliciano recibió el premio Lifetime Achievement Grammy Latino de la Academia Latina de las Artes y las Ciencias.
En enero de 2012, fue invitado en Memphis a la celebración del cumpleaños de Elvis Presley, donde anunció la publicación (el 7 de agosto de 2012) de su nuevo álbum The King, un tributo a Elvis producido en colaboración con el exgerente de Elvis, George Klein.
En noviembre de 2017 José Feliciano lanza su nuevo LP "As You See Me Now" con el famoso músico de jazz soul inglés Jools Holland y después de un tour de 33 conciertos ese LP finalmente se convirtió en un gran éxito en Inglaterra, y tocó el número 24 de la hit parade, fue un regreso para José en esa hit parade después de 47 años de su último éxito, que había sido el LP "Fireworks" de 1970. En el 2017 participó en la canción "Viajo sin ver" del rapero puertorriqueño Jon Z. 
En 2018 participó en la canción "Evitame" del rapero puertorriqueño Sin Bandera.
En 2021 colabora con el artista C. Tangana, en el sencillo "Un Veneno (G Mix)" dentro del álbum El Madrileño.

## Vida personal

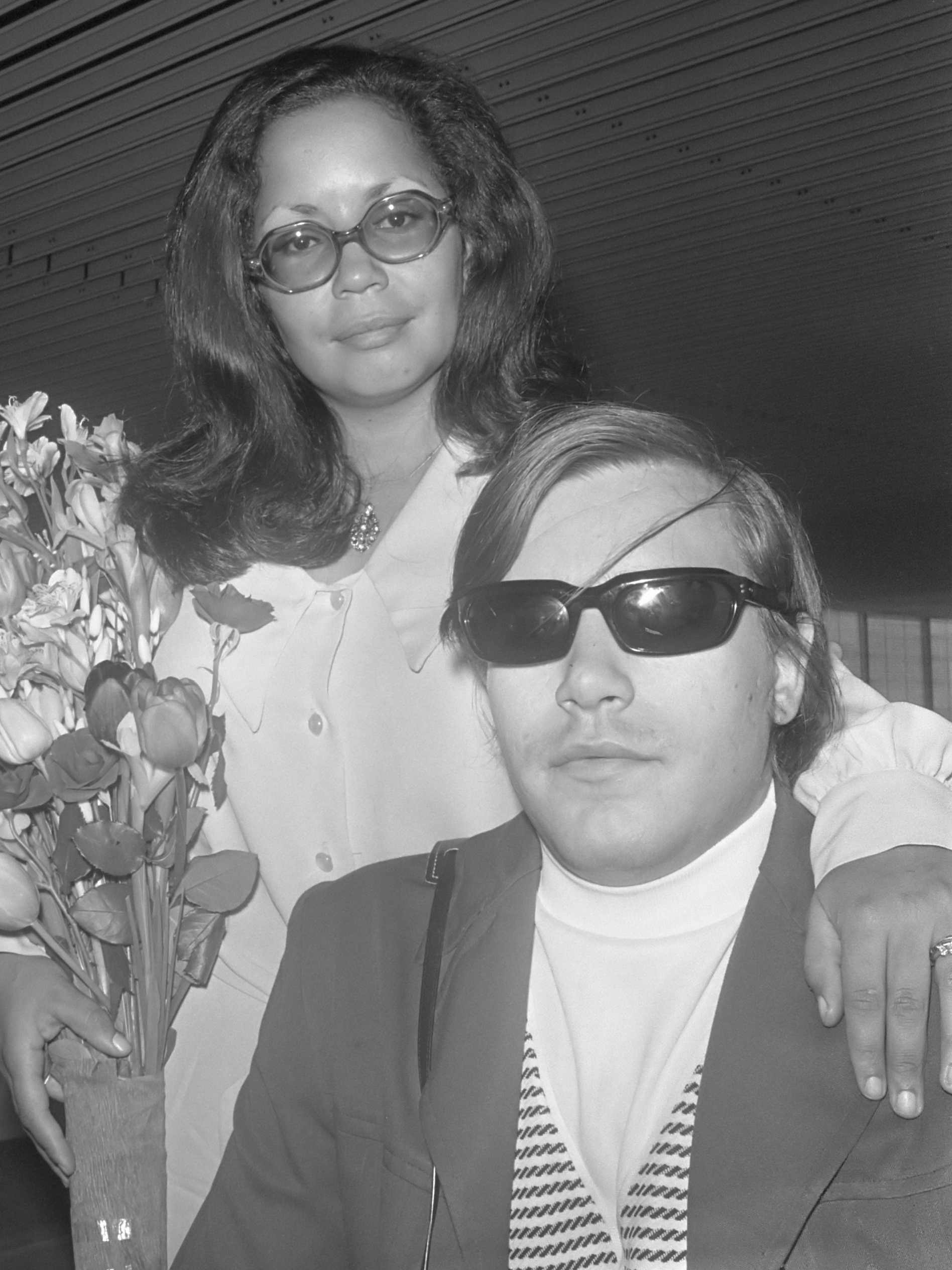
José Feliciano y su primera esposa Janna en 1970

Feliciano se divorció de su primera esposa, Janna (nacida Hilda Pérez, 1945-2018), en 1978. José Feliciano conoció a Susan Omillian, una estudiante de arte, en Detroit, Míchigan, en agosto de 1971. Después de haberse hecho amigos y tener citas durante 11 años, se casaron en 1982. Tienen tres hijos: una hija, Melissa y dos hijos, Jonathan y Michael. Susan se crio en Detroit y conoció a Ernie Harwell durante la controversia sobre la interpretación de Feliciano del Himno Nacional en 1968. Fue Harwell quien más tarde le presentó a Feliciano. Tiene una nieta llamada Emma Feliciano que trabaja en Polo Ralph Lauren en Manchester, Vermont. Desde 2015, Feliciano tiene casa en Leobersdorf, cerca de Viena en Austria y vive en Weston (Connecticut).

## Premios y reconocimientos
Ha sido galardonado con más de cuarenta y cinco discos de Oro y de Platino. Ha recibido infinidad de nominaciones al premio Grammy, el cual ha ganado en nueve ocasiones, incluyendo uno a su trayectoria artística. En 1987 tuvo el honor de ser reconocido con una estrella en el “Paseo de la Fama” en Hollywood. En 1996 fue seleccionado por la revista Billboard para recibir el premio “Lifetime Achievement” por su trayectoria artística.
En el año 2013 ingresó en el Salón de la Fama de compositores latinos en una ceremonia celebrada en el New World Center de Miami, junto a Julio Iglesias, Armando Manzanero, Marco Antonio Solis, Joan Sebastian y Manuel Alejandro. Fue ovacionado al salir al escenario para interpretar "Paso la vida pensando".

## Discografía
| Álbumes en inglés - 1964: The Voice and Guitar of José Feliciano - 1966: A Bag Full of Soul - 1966: Fantastic Feliciano - 1968: Feliciano! - 1968: Souled - 1969: Feliciano/10 To 23 - 1969: Alive Alive O! - 1970: Fireworks - 1970: Feliz Navidad - 1971: Encore! - 1971: Che sarà - 1971: That the Spirit Needs - 1971: Another Record - 1972: Sings - 1972: Memphis Menu - 1973: Compartments - 1973: Peter Stuyvesant presents José Feliciano in concert with the London Symphony Orchestra - 1974: For My Love, Mother Music - 1974: And The Feeling's Good - 1975: Affirmation - 1975: Just Wanna Rock'n'Roll - 1976: Angela - 1977: Sweet Soul Music - 1981: José Feliciano - 1983: Romance in the Night - 1989: I'm Never Gonna Change - 1990: Steppin' Out (Optimism Records) - 1994: Goin' Krazy' (MJM Records) (12" Dance Remix Single recorded under the pseudonym JR) - 1996: Present Tense - 1996: On Second Thought - 2006: Six-String Lady (the instrumental album) - 2007: The Genius of José Feliciano - 2008: Soundtrax of My Life - 2009: The Paris Concert (live) - 2009: American Classics (only for digital download) - 2009: Djangoisms (only for digital download) - 2011: The Genius of José Feliciano, Vol.2 - 2012: The King, José Feliciano tribute to Elvis Presley - 2017: As You See Me Now (with Jools Holland) - 2020: Kidsongs - 2021: Kidsongs, Vol.2 | Álbumes en español - 1966: El sentimiento la voz y la guitarra - 1967: Sombras, una voz, una guitarra - 1967: Más éxitos de José Feliciano - 1967: Muchas gracias, mi amor - 1968: Felicidades con lo mejor de José Feliciano - 1970: ¡El Fantástico! - 1971: En mi soledad / No llores más - 1971: José Feliciano Otros éxitos - 1982: Escenas de amor - 1983: Me enamoré - 1984: Como tú quieres - 1985: Ya soy tuyo - 1986: Te amaré - 1987: Tu inmenso amor - 1990: Niña - 1992: Latin Street '92 - 1996: Americano - 1998: Señor bolero - 2000: Guitarra mía Tribute - 2003: Señor bolero 2 - 2004: A México, con amor - 2006: José Feliciano y amigos - 2007: Señor bachata - 2008: Con México en el corazón - 2009: José Feliciano en vivo - 2017: My Latin Street Vol. 1 |